# Lijst van bouwwerken in het Zuiderzeemuseum
Dit is een lijst van bouwwerken in het Zuiderzeemuseum te Enkhuizen. In dit museum staan bouwsels uit het voormalig Zuiderzeegebied opgesteld. De basis voor de museale opstelling is een ordening volgens kadasterkaarten uit 1832. Het leven rond 1920 op en aan het water verbindt de gebouwen en zijn bewoners.
| Bouwwerk                               | Plaats, Provincie, B/O                                                  | Extra informatie | Foto |
| -------------------------------------- | ----------------------------------------------------------------------- | --- | ---- |
| Bronstijdboerderij                     | West-Friesland, Noord-Holland, late bronstijd (800 v.Chr.); 1991        | In het buitengebied staat een reconstructie van een boerderij uit de bronstijd. In West-Friesland begon de bewoning in de bronstijd rond 1600 voor Christus. West-Friesland was toen een waddenlandschap afgewisseld met hoger gelegen zandruggen. Vanaf 1300 voor Chr. werden deze strandwallen intensief bewoond. De mensen leefden van de jacht en veeteelt. Op de drooggevallen stukken land zaaiden ze granen. |      |
| Woonhuis familie Post                  | Urk, Wijk 2-79, Flevoland; 1859; 1980                                   | Jannetje Post erfde deze woning van haar vader Fokke Post. Zij woonde er met haar gezin vanaf het begin van de twintigste eeuw. Haar grootvader had het huis in 1859 gebouwd. In het huis zijn onder andere balken verwerkt, afkomstig uit huizen die op Schokland waren gesloopt. Alle mannen in de familie van Jannetje waren visser. Zij visten op haring en ansjovis in de Zuiderzee. In de winter werd er tong, schol en wijting gevangen op de Noordzee. De zwart-witopname toont de originele situatie. |      |
| Woonhuis                               | Harlingen, Noorderkade 9, Friesland; 19e eeuw; 1981.                    | De woning aan de Franeker Trekvaart werd bewoond door werfbaas Sipke van der Zee en zijn gezin. Na zijn dood in 1908 werden al zijn bezittingen verkocht en vertrok zijn vrouw met de kinderen naar Amerika. Jelger Kuipers werd de nieuwe werfbaas. Naast het huis had hij een helling, waar hij onderhoud aan schepen verrichtte. Ook verhuurde hij pramen en een dekschuit. |      |
| Boerderij                              | Baard, Fâldersenwei 26, Friesland; 1871; 1981                           | T.R. Wijnia, wethouder van Baarderadeel liet deze boerderij in 1871 bouwen. Gosse de Jong, een pachtboer uit Makkum, kocht dit pand in 1918. Hij was getrouwd met Meindertje Rinia. Ze hadden samen twee dochters. De boerderij, van het Friesche stelptype, was van gemiddelde grootte, met stalruimte voor tien koeien en een paard. In de jaren twintig van de twintigste eeuw was de rechterkamer van het woonhuis de nette kamer. In de winter woonde het gezin in de linkerkamer, ’s zomers in de keuken. Het interieur is grotendeels origineel. De zwart-witopname geeft de oorspronkelijke situatie weer. |      |
| Muziektent                             | Workum, Friesland; 19e eeuw; 1981                                       | De muziektent is aangeboden en als replica gebouwd door de verschillende aannemers die bij de opbouw van het Buitenmuseum betrokken waren. |      |
| Leugenbank                             | Harlingen, Friesland; onbekend; onbekend                                | In veel vissersplaatsen rondom de Zuiderzee ontmoetten de vissers elkaar bij de leugenbank aan de haven. Het waren vaak - al dan niet overdekte - banken. Soms was het alleen maar een vaste plek, waar de mannen samenkwamen. Zij wisselden daar nieuwtjes uit en vertelden sterke verhalen. De leugenbank is gebouwd aan de hand van verschillende, nog bestaande voorbeelden, onder andere in Makkum en Workum. |      |
| Vogelhoeksmolen                        | Hemelum, Friesland; 1873; 1984                                          | De molen, een achtkantige bovenkruier, is afkomstig uit Hemelum; hij stond aan de rand van de Vogelhoekspolder, waar hij vanaf het midden van de negentiende eeuw tot 1947 het water heeft uitgemaald op de Morra. Hij bemaalde een gebied van ongeveer 50 hectare. De houten vijzel van de molen draait in een bak en schroeft het water als het ware omhoog. In 1947 verving een gemaal de molen, die daarna snel in verval raakte. |      |
| Dijkhuis                               | Hindeloopen, Oost C 103, Friesland; onbekend; 1979                      | Het dijkhuis werd vanaf 1880 bewoond door Yede van der Kooij met zijn vrouw en acht kinderen. Naast het huis stond vroeger een boerderij, waar zij koeien en schapen hielden. In 1924 stierf Yede. Zijn zoon Thijmen nam toen het bedrijf over. Het dijkhuis is omstreeks 1950 afgebroken. Aan de hand van opmetingstekeningen uit 1949 is het huis dertig jaar later gereconstrueerd. Het dijkhuis is ingericht met tegelwanden naar Hindelooper voorbeelden. |      |
| Ophaalbrug                             | Jorwerd, Friesland; 1915; 1975                                          | Deze ophaalbrug overspande de doorvaart van de Janvaart naar de Jorwerder-vaart, die deel uitmaakten van het netwerk van waterwegen tussen Leeuwarden, Sneek en Franeker. In 1975 moest de ijzeren ophaalbrug plaatsmaken voor een vaste oeververbinding omdat de brug te zwak was geworden voor het moderne bedrijfsverkeer. |      |
| Dubbele woning                         | Moddergat, Zeeweg 39-41, Friesland; 19e eeuw; 1970                      | Woning voor de familie Wagenaar, oorspronkelijk vissers, later onder andere melkrijder en grondwerker. |      |
| Aashok                                 | Moddergat, Sewei 6, Friesland; onbekend; 1971                           | Vanuit Moddergat werd in de Noordzee gevist op kabeljauw, schelvis en platvis. De vissers gebruikten daarvoor hoekwant: een lange lijn, waaraan dwarslijntjes met haakjes zijn bevestigd. De haakjes werden voor het vissen van aas voorzien. Als aas dienden zeepieren, die door vrouwen en kinderen op het Wad werden gestoken. Het aashok stond naast het woonhuis van visser Gerben van der Lei aan de Friese Waddendijk. In het hok bewaarde en repareerde hij zijn vistuig en voorzag hij het hoekwant van aas. Van der Lei was visserman en had de leiding over de coöperatieve garnalendrogerij die in 1924 in Moddergat was opgericht. Hij dankte daaraan zijn bijnaam ‘de Garnalenkoning’. Het aashok kon in Moddergat behouden blijven en is ter plaatse gerestaureerd. In het buitenmuseum werd in 1971 een kopie gebouwd. |      |
| Visserswoning                          | Koehool, Zeedijk 5, Friesland; 1873; 1974                               | Vanaf 1898 woonde hier Jan Heeringa met zijn vrouw en zeven kinderen. Hij was dagloner en visser. In het voorjaar viste hij met dertien anderen op voorjaarsharing. Zo’n gemeenschap heette een regel. Gezamenlijk bevisten zij met fuiken een afgebakend gebied langs de Zeedijk. De verdiensten van het vissen maakten hen minder afhankelijk van de boeren, waar zij evenals Heeringa de rest van het jaar als dagloner werkten. 's Winters bewerkte Heeringa vlas in zijn schuur, waar ook zijn boot en vistuig opgeslagen waren. In 1970 werd de zeedijk verzwaard en moest het huis worden afgebroken. |      |
| Braakschuur                            | Moddergat, Friesland; 1915; onbekend                                    | Een braakschuur werd gebruikt om vlas te braken (van breken). Het was voor velen een welkome bijverdienste. Vrijwel alle dorpelingen braken vlas in de winter. Vaak gebeurde dit ongezonde, want stoffige, werk in de huiskamer: ‘Als je 's avonds door het dorp liep, hoorde je aan alle kanten het geklop uit de huizen komen’. |      |
| Woonhuis                               | Moddergat, L 114, Friesland; onbekend; 1970                             | In dit huis hebben vanaf het einde van de 18de eeuw vissers gewoond. Toen de visserij in Paesens na de grote scheepsramp in 1883 vrijwel ophield te bestaan, leefden er meest landarbeiders in het huis. Als bijverdienste braakten zij vlas in de schuur, een bewerking waarbij de vezels (de grondstof voor de linnenweverij) uit de vlasstengel werden losgemaakt. Het blauwe interieur was volgens de 18de-eeuwse mode beschilderd met marmer imitaties. De bewerkelijke uitvoering duidt op een zekere welstand. |      |
| Reddingsboothuis                       | Moddergat, Reddingbootreed, Friesland; 1878; 1981                       | In 1878 opende de Noord- en Zuid-Hollandse Redding-Maatschappij een reddingstation in Moddergat. Het reddingboothuis stond in het dorp. De reddingboot moest eerst naar de dijk worden gereden en daarover heen worden getrokken. Het boothuis heeft dienstgedaan tot 1942. Toen werd het reddingstation Moddergat opgeheven. In 1981 is in het Zuiderzeemuseum een kopie van het boothuis gebouwd. Daarin staat nu de strandreddingboot uit Noordwijk. |      |
| Regelkeet                              | Oudebildtzijl, Zeedijk, Friesland; 1900; 1974                           | De vissers van de regel Slingerhaan gebruikten deze schuur als opslagplaats voor hun boten, fuiken en stokken. Zij visten gezamenlijk op haring door fuiken in een lange rij haaks op de dijk in het water uit te zetten, een zogenaamde regel. |      |
| Vlasoven                               | Sexbierum, Zeedijk, Friesland; 1850; 1981                               | De oven stond op het erf van K.A. de Boer te Pietersbierum tegen een braakschuur, waarin de vlas bewerkt kon worden. Vlasbewerking werd in de winter vaak door vissers thuis gedaan voor boeren in de omgeving. Het vlasstro werd in de sloot gelegd, om het beter te kunnen bewerken. Daarna werd het vlas gedroogd in een oven of droogkast. Vervolgens werden de vlasvezels van de houtige delen gescheiden door het vlas te braken of breken. Het Fries museum plaatste de oven tijdelijk in de tuin van Stania State waar hij provisorisch geplaatst werd. In 1981 werd hij aan het Zuiderzeemuseum overgedragen om bij het pand uit Koehool te plaatsen waar het vlasbraken en -drogen veel beoefend werd. |      |
| Leshuis                                | Hasselt, Tijlswegje 1, Overijssel; 1923; 1981                           | De kalkovens van Hasselt lagen in het veengebied van Noordwest-Overijssel waar turf werd gestoken. De kalkovens werden met turf gestookt. In het leshuis werd de gebrande kalk geblust (gelest). De stoom die daarbij vrijkwam, kon door de openingen tussen de dakpannen ontsnappen. Dit leshuis is tot 1981 in gebruik geweest. Daarna is het in fragmenten overgebracht naar het Zuiderzeemuseum en direct herbouwd. |      |
| Stadsboerderij                         | Harderwijk, Grote Poortstraat 18, Gelderland; 16e eeuw; 1976            | Uit bouwsporen blijkt, dat deze stadsboerderij in de zestiende eeuw is gebouwd. Het was toen een koopmanswoning met een hoog voorhuis. In de negentiende eeuw is het huis verbouwd tot boerderij. Door vergroting van de gang ontstond een deel, waar een kar gestald stond. In het voorhuis werd een verlaagde kamer ingebouwd. Dit werd de ‘nette kamer’. Een smal achterhuis werd verbreed tot koestal. De ruimte tussen deze stal en de deel werd overdekt. Hier spoelde men de melkbussen. De achterkamer diende als keuken en woonkamer. |      |
| Boerderij / dienstgebouw               | Harderwijk, Vuldersstraat 7, Gelderland; 16e eeuw; 1974                 | Voormalige stadsboerderij uit Harderwijk verbouwd als toiletruimte. Oorspronkelijk woning (annex bedrijf) in de Vulderswijk, na verval van de wolindustrie tot stadsboerderij verbouwd. Het vee werd geweid op de gemeenteweide, tuinbouw werd bedreven op gepachte grond aan de rand van de stad. Vee was vooral van belang voor de mest, benodigd voor de tuinbouw. |      |
| Boerderij / mandenmakerij              | Harderwijk, Vuldersstraat 9, Gelderland; 16e eeuw; 1974                 | Dit is een typische Harderwijker stadsboerderij van de middensoort zoals er omstreeks 1900 tientallen in deze wijk waren. Oorspronkelijk woning annex bedrijf in de Vulderswijk, na verval van de wolindustrie omgebouwd tot boerderij. In de boerderij is een mandenmakerij ingericht. In belangrijke vissersdorpen zoals Elburg, Huizen en Harderwijk waren veel mandenmakers gevestigd. Daar werden behalve manden voor groente, brood of turf ook allerlei soorten vismanden en palingkorven gemaakt. |      |
| Smederij                               | Harderwijk, Vuldersstraat 11, Gelderland; 16e eeuw; 1976                | Dit pand was gelijksoortig aan de meeste panden in de straat, die in 19e en begin 20e eeuw voornamelijk uit stadsboerderijen bestond met daartussen een ambachtsnering (vaak nevenberoep). Omdat het originele boerderijinterieur grondig verbouwd was, is dit pand in het museum bestemd als grof- en hoefsmederij. In elk dorp was vroeger wel een smederij te vinden. De ene smid specialiseerde zich in het beslaan van paarden, de ander legde zich toe op het maken en repareren van kachels. In de vissersplaatsen vestigden zich natuurlijk scheepssmeden, die vooral dreggen, ankers en korijzers of netgewichten maakten. |      |
| Woning / dienst                        | Harderwijk, Vuldersstraat 32, Gelderland; 1859; 1976                    | Dit pand omvatte twee woninkjes op de hoek van de Vuldersstraat/ Vuldersbrink. Begin 19e eeuw waren het rokerijen met vermoedelijk de werkruimte in een van de buurpanden. Sinds 1859 zijn het woningen; uit het Kadaster blijkt een ingewikkelde verschuiving van de eigendommen en percelen samen met de buurpanden. |      |
| Woning / Vrienden van Zuiderzeemuseum  | Harderwijk, Vuldersstraat 30, Gelderland; 19e eeuw; 1976                | Dit pand stond oorspronkelijk vrij en werd bewoond door de familie Hamstra. Typisch voorbeeld van woning van een kruiwagenboer in Harderwijk: half tuinder en half arbeider of vissersknecht. Op het erfje stond altijd de kruiwagen klaar om o.a. de verzamelde en bewerkte mest naar de tuinen buiten de stad te brengen. |      |
| Houtdraaierij                          | Nunspeet, Gelderland; 1885; 1980                                        | De houtdraaierij is ingericht in een houten schuur, die in Nunspeet jarenlang dienst heeft gedaan als timmerschuur. De gereedschappen en machines in de houtdraaierij waren eigendom van J. Arendse uit Amsterdam. In de jaren twintig kwam hij als knecht in een houtdraaierij die hij in 1940 overnam. Ofschoon de draaibanken toen al op een elektromotor waren aangesloten, ondervond hij felle concurrentie van grotere houtdraaierijen die onderdelen voor de meubelindustrie in serie vervaardigden. Doordat hij kon voldoen aan specialistische opdrachten had het bedrijf nog reden van bestaan. |      |
| Woning met stalling voor viskar        | Harderwijk, Vuldersbrink 4, Gelderland; 15e eeuw; 1976                  | Voormalige woning van de familie Petersen waarvan de man visventer was in Harderwijk, er is dan ook een stallingsplaats voor de viskar. Deze woning verdween als laatste pand van de Vuldersbrink, enkele jaren na sloop van omringende woningen. |      |
| Kruidenierswinkel                      | Harderwijk, Vuldersbrink 6, Gelderland; 15e eeuw; 1976                  | Geurt Mulder kocht in 1906 het winkelinterieur van een overbuur en timmerde dit in de wagenstalling van zijn ouderlijk huis. Zo veranderde het pand van een stadsboerderij in een kruidenierswinkel. Zijn vader was boer geweest, maar Mulder had het bedrijf niet overgenomen. Vanaf 1906 dreef hij de kruidenierszaak samen met zijn vrouw en zijn jongste dochter Marie, die met haar man bij de ouders inwoonde en na hun dood het winkelbedrijf voortzette. In deze winkel kochten de bewoners van de Vuldersbuurt jarenlang allerlei waren, zoals peulvruchten, suiker, koffie, zeep, droge worst en snoep. |      |
| Stadsboerderij                         | Harderwijk, Oliestraat 27, Gelderland; deels middeleeuws; 1976          | Willem Walter trok omstreeks 1900 met zijn gezin in dit tot stadsboerderij verbouwde koopmanshuis. Hij hield zes koeien, enkele kalveren en een paard. In de zomer graasde het vee op een weiland buiten de stad. Een naastgelegen huisje werd ingericht als kalverenstal en spoelhok. |      |
| Seinpaal                               | Oosterwolde, Gelderland; onbekend; onbekend                             | In sommige delen van het Zuiderzeegebied stonden seinpalen om de bewoners in het achterland te waarschuwen voor het wassende water. Het waren hoge palen met sporten en twee ‘uithouders’. Deze paal is afkomstig uit Oosterwolde, een dorp tussen Elburg en Kampen. Hij stond vlak bij de Zuiderzee, naast een boerderij. Wanneer het water tot de kruin van de dijk was gestegen werd een rieten bal aan de onderste ‘uithouder’ gehangen. Voor de boeren landinwaarts was dit een teken dat het vee naar veiliger oorden gebracht moest worden. Als het sein aan de bovenste ‘uithouder’ hing, dan wisten ze dat het water over de dijk stroomde en de weilanden blank kwamen te staan. ‘s Nachts werd een lantaarn als sein gebruikt. |      |
| Woonhuis                               | Zoutkamp, Kerkpad 1, Groningen; 19e eeuw; 1979                          | Dorpsomroeper en schippersknecht Jan Mellema woonde hier omstreeks 1900. Hij ging met zijn bel het dorp rond. Het luiden van de bel betekende dat hij nieuws bekend te maken had. Zo meldde hij bij aankomst van een vissersschip in de haven, dat de afslag weldra zou beginnen. Wanneer iemand iets te verkopen had of iets verloren had, betaalde men Jan een kwartje om de boodschap in het dorp om te roepen. |      |
| Woonhuis                               | Zoutkamp, Kerkpad 3, Groningen; 19e eeuw; 1980                          | Woning van Teke Smit (1871) en Dieuwerke Koster (1863), met dochter Liesbeth. Teke en Diewerke waren beide dagloner of boerenarbeider. |      |
| Woonhuis                               | Zoutkamp, A. Frikstraat 2, Groningen; 1774; ca. 1985                    | Marinus Mellema woonde in dit huis sinds zijn huwelijk met Grietje Blauw in 1911. Mellema was aanvankelijk matroos op Duitse zeilschepen die op de Noordzee ter haringvangst gingen. In de Eerste Wereldoorlog moest hij dat beroep opgeven en werd hij, noodgedwongen, landarbeider. Het huisje aan de A. Frikstraat, een smalle steeg, werd volgens de jaartalankers in 1774 gebouwd. Sindsdien is er weinig aan veranderd met uitzondering van de voorgevel, die een eeuw later werd vernieuwd. Bij de verbouwing werd de topgevel verlaagd, zodat het kenmerkende Groningse geveltype ontstond met het zogenaamde wolfsend. Mellema bleef in dit huisje wonen tot zijn overlijden in 1985. De zwart-witopname geeft de oorspronkelijke situatie weer. |      |
| Woonhuis                               | Zoutkamp, Parallelstraat 5, Groningen; onbekend; 1978                   | Simon Postma kocht deze woning in 1906. Hij woonde er met zijn vrouw en vijf kinderen. Simon en zijn jongste zoon visten met een blazer op de Noordzee. Zij gingen zondagnacht weg en kwamen op vrijdag of zaterdag terug. Zij vingen vooral tong en tarbot, die zij bij thuiskomst aan de afslag verkochten. Daarnaast hadden zij een sloep waarmee op garnalen werd gevist. |      |
| Woonhuis                               | Zoutkamp, Dorpsstraat 34, Groningen; onbekend; 1979                     | Tot 1917 woonde de vissersfamilie Bolt in dit huis. In dat jaar vestigde binnenschipper Pieter Abraham Kuvel zich definitief aan wal en betrok deze woning met zijn vrouw en acht kinderen. Pieter bouwde aan het Hunsingokanaal in Zoutkamp een werf, waar hij schepen repareerde. Later bouwde hij ook kleine boten. |      |
| Dubbelwoning                           | Zoutkamp, Kerkstraat 1, Groningen; onbekend; 1979                       | Het pand is waarschijnlijk al gebouwd om twee generaties van een familie te huisvesten. Het is uiterlijk een woning maar duidelijk ingedeeld voor twee gezinnen. Fam. Havinga heeft er vermoedelijk tot ca. 1965 gewoond. In later jaren werd het voornamelijk gebruikt als opslag en werkplaats voor de gemeenteschilder. |      |
| Woonhuis met garnalenpellerij          | Zoutkamp, Parallelstraat 3, Groningen; onbekend; 1979                   | Omstreeks 1925 woonde hier de garnalenvisser Ties Bos met zijn vrouw en dochter, die hem hielpen bij het verwerken van de vis en het schoonmaken van zijn schip. De vissers kookten de garnalen aan boord. Direct na aankomst in de haven werden de ondermaatse garnalen naar de battings (droogrekken) gebracht. Eenmaal gedroogd werden ze verkocht aan vismeelfabrieken. De vrouwen pelden thuis de grote garnalen, die daarna door de groothandel naar binnen- en buitenland werden verhandeld. |      |
| Schoenmakerij                          | Zoutkamp, Sluisweg 3, Groningen; onbekend; ca. 1980                     | Over het huis aan de Sluisweg zijn weinig gegevens bekend. Daarom is het niet ingericht met het oorspronkelijke woninginterieur, maar met een schoenmakerswerkplaats uit Terschelling. Van 1912 tot 1978 was deze werkplaats in gebruik in de Boomstraat te West-Terschelling. |      |
| Sluiskeet                              | Zoutkamp, Groningen; ca. 1876; 1979                                     | In 1876 werd de Provinciale Sluis gebouwd tussen de Lauwerszee en het Reitdiep. Toen is waarschijnlijk deze sluiskeet gebouwd. Hij diende als schaftlokaal voor dijk- en sluiswerkers. In het begin van de twintigste eeuw werd de houten keet door een stenen gebouwtje vervangen. Piet Delema kocht de oude sluiskeet en zette deze naast zijn huis aan de Marnestraat. Hij was huisschilder en gebruikte de keet als werkplaats. In 1992 verplaatst en nagenoeg geheel vervangen. |      |
| Woning                                 | Zoutkamp, Marnestraat 6-8, Groningen; 19e eeuw; 1980                    | In 1894 ging weduwe Martje Delema met haar drie kinderen en broer, weduwnaar huisschilder Pieter, in het rechterdeel van dit huis wonen, waar eerder haar ouders woonden. Haar eerste man kwam om bij de scheepsramp van 1883; haar tweede man in 1894 bij een scheepsramp nabij Borkum. Haar dochter Hillechina trouwde in 1907 met visser Piet Lap en trok in het linkerdeel. Hun zoon Piet werd door oom Pieter Delema in het schildersvak opgeleid. Het schilderwerk in beide woningen werd zodoende door de bewoners zelf uitgevoerd. |      |
| Woning                                 | Zoutkamp, Dorpsstraat 34, Groningen; 18e eeuw; 1979                     | Turf was een veelgebruikte brandstof voor kachels. De bewoners van Zoutkamp kochten deze brandstof onder andere bij Berendje Frik, die de turven verkocht vanuit de schuur achter haar huis aan de Dorpsstraat. Haar zoon Marten haalde de turf met zijn schip uit de veengebieden in Drenthe en Groningen. Hij leverde ook turf aan fabrieken. |      |
| Woning                                 | Zoutkamp, Lauwerstraat 9, Groningen; 18e eeuw; 1978                     | Omstreeks 1910 bewoond door Harm Visser, hoofd van Rijksbetonning. Half voor en tegen de linker zijgevel was opslagplaats voor visserscoöperatie gebouwd met verdieping en plat dak. Langs achtergevel was ruimte tussen de buren provisorisch overdekt en als bijkeuken e.d. in gebruik. Rechts was nauw steegje tussen dit pand en het buurpand, met aan het einde een privaat. |      |
| Woning                                 | Zoutkamp, Dorpsstraat 39, Groningen; 19e eeuw; 1978                     | Omstreeks 1903 kocht Lubbert Lap dit en naastgelegen pand van weduwe Alberdie Bos die hier tot nog ca. vijf jaar als huurster bleef wonen, waarna zijn broer Maarten Lap er tot 1911 en daarna hun ouders Pieter Lap (†1932) en Anje Frik (†1918) met hun dochter Engeltje. Van 1932 tot 1939 was de fietsenmakerij van Maarten hier gevestigd, kennelijk voornamelijk in de aangebouwde schuur die eerst ook als woonruimte gediend had. Van 1939 tot 1951 woonde hier Lubbert Lap jr. met vrouw Hendrika Visser. De zwart-witopname geeft de oorspronkelijke situatie weer. |      |
| Dijkmagazijn nummer drie               | Andijk, Broekoord 217, Noord-Holland; voor 1834; 1981                   | Voor de afsluiting van de Zuiderzee was dijkbewaking een van de belangrijkste taken van het waterschap. Het materiaal hiervoor werd bewaard in magazijnen langs de kust. Tijdens hoogwater hield men hier ook de wacht. Het waterschap Drechterland had aan het begin van de twintigste eeuw vier magazijnen in Andijk. Nummer drie werd tweemaal per jaar, tijdens de inspectie van de dijk, gebruikt als ontvangstruimte voor de bestuursleden van het waterschap. Tot de inventaris van het magazijn behoren kruiwagens, allerlei gereedschap en zeilen, die, verzwaard met gewichten, over de dijk werden gespannen om zwakke plaatsen te beschermen. Omdat ook kruiend ijs de dijk kon ondermijnen, zijn er pikhouwelen en bijlen aanwezig. |      |
| Pottenkas                              | Aalsmeer, Uiterweg 158, Noord-Holland; 1900; 1984                       | Verkleinde reconstructie van een kas uit Aalsmeer, die dateert uit 1900. Deze kas is een van de oudste, bestaande typen in Aalsmeer, die werd gebruikt voor het kweken van potplanten. De pottenkas werd verwarmd met een kachel, die gestookt werd met cokes. De kas is nu in gebruik voor het kweken van kamer- en groenteplanten ten behoeve van het buitenmuseum. De zwart-witopname geeft de oorspronkelijke situatie weer. |      |
| Kalkovens                              | Akersloot, 't Stet 17, Noord-Holland; 1921; 1981                        | Aan de oever van het Alkmaardermeer had de firma Ruigewaard van 1921 tot 1976 vier kalkovens in bedrijf. De firma was een familiebedrijf, vader Gerrit en zoon Johan hadden de dagelijkse leiding over het bedrijf. De firma had tien man personeel in dienst: acht kalkbranders, een schipper en een schippersknecht, die allen in Akersloot woonden. Na de volledige ineenstorting van de schelpkalknijverheid in de jaren zestig van de twintigste eeuw bleef de kalkbranderij in Akersloot als een van de laatste in bedrijf. De vier ovens werden steen voor steen afgebroken en drie werden in 1978 in het Zuiderzeemuseum herbouwd. |      |
| Pakhuis (houten loods)                 | Amsterdam, Haarlemmer Houttuinen 8, Noord-Holland; vroeg 19e eeuw; 1971 | Deze houten loods aan de Haarlemmerhouttuinen was tot 1925 in gebruik als pakhuis. Via de achterzijde, die vroeger aan het water grensde, bracht men de goederen vanuit de aangemeerde schuiten naar binnen. Na 1925 vestigde Hendricus van Aalderen hier zijn garagebedrijf ‘De Posthoorn’, genoemd naar de nabijgelegen kerk. Hij verbouwde de bovenverdieping tot woning. In het Zuiderzeemuseum is het pakhuis herbouwd in de staat van voor 1925. De woning en touringcarbedrijf van Van Aalderen bleven hier gevestigd tot zij in 1970 moesten verdwijnen vanwege sanering en wegaanleg. |      |
| Schildersatelier                       | Amsterdam, Haarlemmer Houttuinen 50, Noord-Holland; onbekend; 1971      | J. Haanraadts werkte hier aan de Haarlemmerhouttuinen vanaf 1876 als schilder van decorstukken en toneeldoeken. Uit die tijd dateert waarschijnlijk de glazen gevel aan de noordzijde, waardoor de werkplaats goed werd verlicht Deze gevel grensde tot circa 1880 direct aan het IJ. Haanraadts verhuurde ook vlaggen en bij festiviteiten voorzag hij de buurt van feestverlichting. De gevellijst was niet toevallig oranjerood: Oranjefeesten zorgden hier vlak bij de Jordaan voor topdrukte. In 1910 kocht aannemer G. van Leeuwen dit pand en vestigde er een timmerwerkplaats. Het pand is in het museum teruggebracht in de staat van voor 1910. |      |
| Timmerwerkplaats                       | Amsterdam, Haarlemmer Houttuinen 54, Noord-Holland; laat 18e eeuw; 1971 | Tot 1910 werd dit gebouw gebruikt als pakhuis. Daarna had de heer A. de Zeeuw, bouwer van radiokasten, hier zijn werkplaats. Na de sloop in 1971 is alleen de voorgevel overgebracht, de rest van het pakhuis is een reconstructie. Het is nu als timmerwerkplaats ingericht. Het gereedschap is een keuze uit het museumbezit. |      |
| Loods                                  | Amsterdam, Noord-Holland; laat 19e eeuw; 1973                           | Opslag voor het transport- en taxibedrijf van de fam. Van Aalderen die ook een naastgelegen loods en de iets verder gelegen 'Posthoorn' in gebruik hadden. Zij noemden dit pand: 't Erfje. Achter de voorpui bevindt zich een smalle steeg met aan weerszijden beneden en boven opslagruimten; beneden links is de constructie gedeeltelijk open met bakken voor bouwstoffen. |      |
| Woning                                 | Elburg, Rozemarijnsteeg 14-16, Noord-Holland; 19e eeuw; 1981            | |      |
| Brongasketel                           | Andijk, Noord-Holland; onbekend; onbekend                               | Brongasketels waren een veel voorkomende verschijning in West-Friesland. In sommige delen bevatte het bronwater namelijk methaan, dat als brandstof voor verlichting en kooktoestellen kon dienen. Voor een dergelijke installatie moest een forse heffing aan het polderbestuur worden betaald vanwege de hoeveelheden zout water die de installatie in het polderwater bracht. Daarom schakelden velen na de Tweede Wereldoorlog over op aardgas. |      |
| Wierschuur                             | De Haukes, De Haukes 40, Noord-Holland; 1883; 1992                      | In de achttiende eeuw werd wier of zeegras vooral gebruikt voor de dijkbouw. Later raakte ook het gebruik van zeegras voor medicinale doeleinden en voor de vulling van matrassen en stoelen in zwang. Rondom het voormalige eiland Wieringen bevonden zich uitgestrekte wiervelden. Het wier werd gevist of bij laag water gemaaid, waarna het op het land gedroogd en van zout gezuiverd werd. Het gedroogde wier werd in balen van 50 kg geperst en in wierschuren opgeslagen om later verhandeld te worden. Deze wierschuur stond in De Haukes, een buurtschap aan de zuidwestkust van het voormalige eiland Wieringen. Het houtskelet van de schuur bleek afkomstig van twee scheepswrakken. De zwart-witopnames tonen de originele situatie. |      |
| Kooihuisje                             | Hippolytushoef, Noord-Holland; onbekend; onbekend                       | Dit kooihuisje is een reconstructie van het achttiende-eeuwse kooihuisje dat behoort tot de Mulderskooi, die vlak bij Hippolytushoef ligt. De kooiker gebruikte het huisje voor de opslag van materialen voor het vangen van de eenden en voor het uitvoeren van reparaties aan de kooi. In een grote houten kist bewaarde de kooiker het voer voor de eenden. Eveneens bewaarde hij in het huisje turf. Met een smeulende turf kon de kooiker de geur van mensen uit de kooi verdrijven. De Mulderskooi is sinds 1981 eigendom van Staatsbosbeheer. De familie Mulder beheert de kooi vanaf 1849. |      |
| Postkantoor-woonhuis                   | Den Oever, Zeestraat 26, Noord-Holland; 1885; 1971                      | Omstreeks 1885 bouwde timmerman Hegeman een werkplaats aan zijn woning in de Zeestraat. In 1900 verhuisde hij met zijn gezin. Vanaf die tijd werd het huis in tweeën bewoond. Links woonde de weduwe Trijntje Kaan, rechts woonde haar dochter. Deze periode uit de bewonersgeschiedenis wordt weergegeven in het huidige interieur van de linker woning. In het rechter gedeelte is een reconstructie gemaakt van een hulppostkantoor uit circa 1917. De meubilering van het postkantoor is afkomstig uit verschillende postkantoren in Nederland. |      |
| Hervormde kapel                        | Den Oever, Dorpsstraat, Noord-Holland; 15e eeuw; 1969                   | Deze kapel stond in Den Oever bekend als de Gasthuiskapel vanwege de ziekenzaal, die in de zestiende eeuw tegen de voorzijde van de kapel was aangebouwd. Buiten de godsdienstoefeningen werd de kapel voor andere doeleinden gebruikt. Zo konden natte goederen uit geborgen schepen in de kerk worden gedroogd, mits de zeevarenden een deel van de bergsom aan de kerk schonken. De oudste bouwsporen in de kapel dateren uit de vijftiende eeuw. In de loop van de tijd is er veel verbouwd. In 1968 is het gebouw steen voor steen afgebroken en als eerste museumobject in het buitenmuseum herbouwd. Voor de situering van de kapel zijn oude kadastertekeningen van Hindeloopen gebruikt. Het kerkhof rond de kerk is gebaseerd op de situaties in Oosterend op Texel en Hippolytushoef op Wieringen.. |      |
| Gotisch huis                           | Edam, Voorhaven 49, Noord-Holland; 1550; 1981                           | In 1964 werd een restauratieplan gemaakt voor het huis aan de Voorhaven 49 te Edam. Bij het opmeten werden fragmenten van een zestiende-eeuws houtskelet aangetroffen. Het huis werd echter in achttiende-eeuwse staat gerestaureerd. Op voorstel van Monumentenzorg werden daarom fragmenten van de houten constructie naar het museum overgebracht. Er werd besloten een reconstructie te maken van een houten huis uit ongeveer 1540. De aanwezige fragmenten, afbeeldingen uit die tijd en gegevens van soortgelijke huizen in Edam waren de basis voor het ontwerp. De Edamse voorhaven diende bovendien als voorbeeld voor de inrichting van de Noord-Hollandse zijde van de stadsgracht in het museum. |      |
| Scheepssmederij                        | Enkhuizen, Bosmankade, Noord-Holland; 1886; ca. 1977                    | In 1886 werd de veerdienst Enkhuizen-Staveren geopend. Stoomschepen voeren enkele malen per dag, in aansluiting op de treinen van en naar Amsterdam. Zo vormde deze stoombootdienst tot de aanleg van de Afsluitdijk een belangrijke schakel tussen Noord-Holland en Friesland. Het kleine onderhoud aan de stoomschepen werd uitgevoerd in de smederij aan de kade vlak bij het station. De smederij is tot 1965 in gebruik geweest. Het was gebouwd op een hoge hardstenen kaderand langs de toen geheel nieuw aangelegde Spoorhaven. |      |
| Woning / borstelmakerij                | Enkhuizen, Vissersdijk 15, Noord-Holland; 19e eeuw; 1971                | Voormalig woonhuis en werkplaats. De zijgevel, zoldering en voorzijde dak zijn 17e-eeuws; overige bouwdelen 19e-eeuws. Het pand is vermoedelijk ontstaan uit het restant van groter pand aan Vissersdijk 17. Dit huisje is ingericht als borstelmakerij van de firma Akker. Akker had een borstelfabriek aan de Westerstraat in Enkhuizen. |      |
| Loods Wagtendonk                       | Enkhuizen, Noord-Holland; 1912; 1976                                    | Deze loods diende aanvankelijk voor opslag van bakstenen, tegels, dakpannen etc. De aanvoer geschiedde grotendeels via de haven, aan de overzijde van de dijk, met behulp van glijgoten vanaf de dijk over de dijkgracht naar het voorplein. De distributie geschiedde behalve per paard en wagen ook veel met (eigen) polderschuiten die in de dijkgracht aanlegden. Gebouwd als open loods voor de firma Wagtendonk, een al sinds 18e eeuw in Enkhuizen gevestigd familiebedrijf. In 1975 moest de loods plaats maken voor de uitbreiding van het nabijgelegen bejaardentehuis. |      |
| Werkplaats                             | Enkhuizen, Torenstraat, Noord-Holland; 1870; 1973                       | Omstreeks 1870 bouwde Roelof Jonkman deze werkplaats ten behoeve van zijn schildersbedrijf. Het huidige interieur is grotendeels afkomstig van de firma Goudappel uit Delft en kan gedateerd worden omstreeks 1900. De werkplaats van Jonkman, moest in 1973 plaats maken voor een meubeltoonzaal, werd in fragmenten afgebroken en direct herbouwd. Daarna heeft de schilderswinkel dienstgedaan als werkplaats van de schilders van het Zuiderzeemuseum. Zij mengden hier de verf op ambachtelijke wijze ten behoeve van het schilderwerk aan de museumpanden. De hoeveelheid aan kleuren op het terrein geeft daarvan een goede indruk. |      |
| Tuindersboet                           | Enkhuizen, Westeinde 92, Noord-Holland; 19e eeuw; 1973                  | Het schuurtje, of "boetje" is een typerend gaaf voorbeeld van een oorspronkelijke tuinders- of veldersboet, zoals die vroeger veel voorkwamen rond de vaarpolder Het Grootslag. Het stond bij de sloot en diende als berging van het tuindersgereedschap. De laatste eigenaar-gebruiker Pieter Mz. Bakker senior (in 1973 ca. 93 jaar) stond algemeen bekend onder de naam ""de Tulpenkoning"" ook wel: Tulpen-Piet en Bollen-Piet. Hij was een kleurrijk excentriek figuur waarover vele anekdotes de ronde deden. Het schuurtje moest in 1973 voor een geplande uitbreiding wijken. |      |
| Woning                                 | Enkhuizen, Boekbindersstraat 2, Noord-Holland; 16e eeuw; 1980           | Dit pand was het laatste van een rij van twee of drie woningen waarvan het 16e-eeuwse voorhuis nog rond ca. 1860 intact was. Kwam in bezit van de Oude Katholieke Kerk die het pand verhuurde. De laatste bewoner was K. Zwier, vrijgezel en broodjager in de polders. Hij verkocht vanuit huis het geschoten klein wild (eenden, fazanten, hazen en konijnen). De tweede opname geeft de oorspronkelijke situatie weer. |      |
| Dubbelwoning                           | Enkhuizen, Breedstraat 86-88, Noord-Holland; 1855; 1980                 | S. Karsten liet dit pand in 1868 na aan de naast gelegen Oud Katholieke Kerk waar hij lid van was. De Kerk verhuurde het pand tot het in 1964 onbewoonbaar werd verklaard. Tot aan verplaatsing in gebruik als opslagruimte. Zwart-witfoto toont oorspronkelijke situatie. |      |
| Boekwinkel-smederij                    | Enkhuizen, Breedstraat 90, Noord-Holland; 17e eeuw; 1980                | Hendrik Kenter begon omstreeks 1920 een smederij in het voorste deel van dit huis. In het achterste deel woonde het gezin Kenter. De vier kinderen sliepen op de bovenverdieping. Smid Kenter maakte onder meer ankers voor vissersschepen en repareerde gereedschap voor tuinders in de omgeving. Tijdens de zomermaanden werd de zolder van de smederij gebruikt als opslagplaats voor kachels van buurtbewoners. Het was namelijk gebruikelijk de kachel na de winter uit de huiskamer te verwijderen en elders op te slaan. Voordat de kachels herplaatst werden, gaf Kenter ze een onderhoudsbeurt. Zwart-witfoto toont de oorspronkelijke situatie. |      |
| Woonhuis en zeilmakerij                | Enkhuizen, Westeinde 193, Noord-Holland; 19e eeuw; 1980                 | Dit huis stond buiten de poort van Enkhuizen aan de grens met Bovenkarspel. De bewoners waren tuinders. In 1975 is het pand overgebracht naar het Zuiderzeemuseum, waar het is ingericht als zeilmakerij en tagrijn. De voorwerpen zijn afkomstig uit verschillende zeilmakerijen. In de meeste vissersplaatsen waren zeilmakers gevestigd. Zij naaiden met de hand zeilen en dekkleden. Vaak verkochten zij ook andere scheepsbenodigdheden zoals touw, blokken, netten, olie en teer. De woning is later naar links uitgebreid. De oorspronkelijke toegang bevond zich in rechter zijgevel tussen het voor- en achterhuis. De oorspronkelijke achtergevel was van hout, dat bij de uitbreiding is vervangen door halfsteens metselwerk. Het interieur moet toen ingrijpend zijn aangepast. Het pand is tot ca. 1930 gebruikt als woonhuis met soms dubbele bewoning, daarna is het rechter gedeelte in gebruik genomen als slaapkamer en zaadschonerij. |      |
| Atelierswoning                         | Enkhuizen, Prins Bernhardlaan, Noord-Holland; 1900; 1981                | Omstreeks 1905 liet G.M. Tamson dit huisje bouwen in de tuin van zijn villa aan de toenmalige Botstraat. Tamson was directeur van de H.B.S. en verdienstelijk amateurschilder en tekenaar. Hij beijverde zich voor het behoud van het oude stadsschoon dat destijds ernstig bedreigd werd. De ongewoon afgeschuinde plattegrond, het houtskelet en de imitatie zeventiende-eeuwse voorgevel bevatten veel details voor timmerman en metselaar. Mogelijk is het een examenwerkstuk van de ambachtsschool waar Tamson tekenles gaf. |      |
| Woonhuis                               | Enkhuizen, Vissersdijk 17, Noord-Holland; 19e eeuw; 1971                | De Vissersdijk ontleent zijn naam aan de oudste vissershaven van Enkhuizen, die in 1361 ten noorden van de stad werd aangelegd. Dat de bebouwing aan de Vissersdijk eeuwen oud is, bleek toen de huizen nummer 15 en 17 in 1970 werden afgebroken. De fundering van beide achttiende-eeuwse panden rustte op een zestiende-eeuwse plavuizenvloer. In het begin van de twintigste eeuw waren de huizen eigendom van loodgieter Loots, die ze aan arbeiders verhuurde. |      |
| Woonhuis                               | Grootebroek, Zesstedenweg 30, Noord-Holland; ca. 17e eeuw; 1970         | De familie Bakker betrok het huis aan de Zesstedenweg in 1916. De vader was tuinder. Net als vele tuinders in De Streek verbouwde hij aardappelen, kool en zaad. Van de opbrengst van dit kleine bedrijf onderhield hij zijn gezin met zeven kinderen. Bij de afbraak van dit huis in 1967 bleek dat de houtconstructie en delen van de betimmering in het voorhuis uit de zeventiende eeuw dateren. |      |
| Woonhuis                               | Hoorn, Kleine Noord 26, Noord-Holland; 17e eeuw; 1982                   | In de negentiende eeuw ijverde men ervoor het vak van apotheker tot een zelfstandig en beschermd beroep te maken om zo kwakzalvers uit de geneeskunst te weren. Zo mocht Johannes Best, die in zijn scheikundige winkel chemicaliën bereidde voor apothekers, dokters en chirurgijns, zelf geen recepten gereed maken. Hij mocht zich ook geen apotheker noemen in tegenstelling tot zijn zoon Abraham, die in 1819 zijn apothekersdiploma behaalde en naast de drogisterij van zijn vader een apotheek vestigde. De drogisterij naast de apotheek werd gehandhaafd. In 1887 werd de zaak overgedaan aan apotheker J.C. Kloppenburg die het pand liet verbouwen in 1901. De Jugendstil pui, die uit dat jaar dateert, is in het museum aangebracht in de gevel van zijn oorspronkelijke overbuur in Hoorn. Het bijbehorende apothekersinterieur is hier gereconstrueerd. |      |
| Woonhuis                               | Hoorn, Kleine Noord 28, Noord-Holland; 17e eeuw; 1981                   | In 1877 begon Wigboldus Kaakebeen hier een koek- en banketbakkerij. Hij werd opgevolgd door Pieter Jacobszoon Bierenbroodspot die er in 1925 een salon bij opende. In 1978 sloot de laatste banketbakker de winkeldeuren en werd het gebouw naar het Zuiderzeemuseum verplaatst. De originele indeling van het huis is niet meer aanwezig. Ook de winkelinventaris is niet bewaard gebleven. De inventaris die getoond wordt, is afkomstig van banketbakkerij Groen uit Alkmaar. |      |
| Koetshuis                              | Hoorn, Gedempte Appelhaven 2, Noord-Holland; 1870; 1982                 | Op bouwgrond, die door demping van de Appelhaven was ontstaan, bouwde timmerman-aannemer Pieter Jan Blaauw omstreeks 1870 dit koetshuis. Het hoorde waarschijnlijk bij een van de luxe woonhuizen aan de Korenmarkt, die Blaauw er tegelijkertijd naast bouwde. In 1919 is het pand verkocht aan de Hersteld Apostolische Gemeente, die het tot 1938 als kerk gebruikte. In 1969 werd het pand eigendom van de gemeente, die het aanvankelijk wilde slopen, maar het uiteindelijk bestemde voor huisvesting van jongeren. Het Zuiderzeemuseum besloot tot een reconstructie, die in 1982 is voltooid. |      |
| Woning                                 | Hoorn, Achter op 't Zand 57-58, Noord-Holland; 19e eeuw; onbekend       | De linker woning, nr. 57, was eerder al grondig gemoderniseerd. De rechter woning bevatte nog resten van de oude houten binnenwanden en een achterruimte, met vrijwel de gehele oorspronkelijke situatie met houten plee, kast en houten achtergevel. Sporen van originele schoorsteen en bedsteden werden aangetroffen. Eigenaardig is de constructie van de hoge gootlijst aan de voorgevel: geheel als een houten borstwering boven het metselwerk en de zoldervloer. Zwart-witfoto betreft oorspronkelijke locatie. |      |
| Woonhuis                               | Hoorn, 't Keern 37, Noord-Holland; 17e eeuw; 1972                       | Waarschijnlijk is dit huis aan het begin van de achttiende eeuw gebouwd. De bewoners zijn altijd als kleine boeren en tuinders werkzaam geweest. Gegevens uit 1832 vermelden landbouwer Jan de Haan als eigenaar. Twee kleinzoons van hem waren de laatste bewoners. De een was veehouder en de ander was melkventer. Zij hebben het huis tot 1955 bewoond. Het huis is in 1972 in fragmenten afgebroken en direct in het buitenmuseum herbouwd. |      |
| Taanhuis                               | Hoorn, Visserseiland, Noord-Holland; 1897; 1980                         | In Hoorn had de vissersvereniging ‘Eensgezindheid’ een onderafdeling, Het Taanhuis geheten. Deze nam in 1897 het gebouwtje met vijf ketels in gebruik. De visser die zijn netten wilde tanen, maakte een afspraak met de beheerder. De brandstof voor het stoken moest men zelf aanschaffen. Door invoering van synthetische netten, die niet getaand hoeven te worden, verloor dit taanhuis zijn functie. In het Zuiderzeemuseum is in 1978 een reconstructie gebouwd, waarin de originele ketels zijn geplaatst. Bij de herbouw is gebruikgemaakt van oude muurfragmenten die over gebleven waren van het leshuis uit Hasselt en een muurstuk afkomstig van de woning direct naast het oorspronkelijke taanhuis, die in 1979 ook gesloopt werd. |      |
| Brandspuitschuur                       | Jisp, Weiver 33 of 38, Noord-Holland; 19e eeuw; 1980                    | Dit schuurtje behoorde als karrehok bij naastgelegen huis. Het had in 1912 al plaats moeten maken voor de bouw van de woning voor de vishandelaren Nool. Het is in het Zuiderzeemuseum nagebouwd omdat er behoefte was aan een onderkomen voor een antieke brandspuit die vroeger in plattelandsdorpjes vaak in speciaal vrijstaand schuurtje werd gestald. |      |
| Kantoor-woonhuis                       | Jisp, Weiver 38, Noord-Holland; 19e eeuw; 1979                          | Tussen 1900 en 1925 was dit de woning van visserman Jasper Saft die zijn fuiken uitzette in de brede wateren van het Wormer- en Jisperveld. Daarna werd het eigendom van de gebroeders Nool, vishandelaren, die al erven bezaten links en rechts van het huisje. Zij bouwden achter het huisje een ijsschuur. Sindsdien is het door verschillende eigenaren en huurders beheerd en bewoond totdat Klaas Kwadijk en zijn vrouw Bets het in 1963 betrokken. In 1974 werd het houten huisje geschonken aan het Zuiderzeemuseum. Het moest plaatsmaken voor een nieuwe woning. |      |
| Woonhuis                               | Purmerend, Purmersteenweg 5, Noord-Holland; 19e eeuw; 1980              | Houthandelaar Brantjes heeft dit huis in de 19e eeuw laten bouwen op het terrein van zijn houthandel aan de oever van de Where. Na de aanleg van het Noordhollandsch Kanaal (1824) had hij daar zijn bedrijf gevestigd. Het hout werd aangevoerd over de Where, die in verbinding stond met het nieuwe kanaal. Het hout werd gezaagd in een houtzaagmolen en vervolgens opgeslagen in loodsen. De familie Brandjes woonde in een villa die op hetzelfde terrein was gebouwd. Naast de villa stond dit huis, dat dienstdeed als gastenverblijf. In het buitenmuseum ingericht als slagerij. |      |
| School                                 | Kollum, Mr. Andreastraat 2, Friesland; 1828; 1990                       | In 1828 is in Kollum een school gebouwd voor het lager onderwijs, naast een bestaande school die vanaf dat moment de onderwijzerswoning werd. Het nieuwe schoolgebouw bestond uit een gang en een lokaal, waarin al spoedig ruim honderd leerlingen les kregen. In 1859 werd het een bewaarschool toen er in het dorp nieuwe scholen bij kwamen. Vanaf 1935 is het voor andere doeleinden gebruikt, waaronder visopslag. In 1983 is het geheel uitgebrand. Het lukte de gemeente om de ruïne te verwerven en tot een dubbele woning te restaureren. In het Buitenmuseum is een kopie gebouwd. Het eerste lokaal is nu ingericht als een lagere klas uit omstreeks 1905 en het tweede lokaal laat zien hoe een hogere klas omstreeks 1930 was gehuisvest. |      |
| Kaaspakhuis                            | Landsmeer, Dorpsstraat 20, Noord-Holland; 1900; 1980                    | Nadat het kaaspakhuis van Simon Goede in 1900 was afgebrand, liet hij dit ‘witte pakhuis’ bouwen. Tweemaal per jaar, in mei en augustus, werd het pakhuis volgeladen met 15.000 magere Goudse kazen van 4 kilo. De kazen moesten regelmatig worden gekeerd en met olie worden ingewreven om de kaas te beschermen tegen uitdroging en schimmelvorming. Door de ramen en de deuren van het pakhuis open te zetten, werd het drogen van de kaas versneld. Wanneer de kaas na drie maanden rijp was, werd hij naar Rotterdam getransporteerd en vandaar naar het Caraïbisch gebied verscheept. De groeiende buitenlandse vraag naar jonge kaas na de Tweede Wereldoorlog maakte de sneldrogende pakhuizen onrendabel en in 1965 werd het werk in Landsmeer gestaakt. In 1980 is het 25 ton zware pakhuis in zijn geheel op een ponton over het IJsselmeer naar het Zuiderzeemuseum getransporteerd. |      |
| Woonhuis                               | Marken, Grote Werf 15, Noord-Holland; onbekend; 1981                    | Vanwege de jaarlijkse overstromingen waren veel huizen op het eiland Marken dicht opeen gebouwd op kleine terpen, werven genaamd. Dit huis stond te midden van een twintigtal soortgelijke woningen op de Grote Werf. Oorspronkelijk was het een voor Marken typerend rookhuis: een woonruimte met een bedstede, een regenwaterbak en een stookplaats waarvan de rook door de open zoldering in het het dak wegtrok. Aan het begin van de 20e eeuw werd het interieur grotendeels bezolderd en het dak verhoogd en vernieuwd, zodat ook daar ruimte voor een bedstede ontstond. De meeste bewoners van de Grote Werf waren vissers. Dat beroep oefende ook Piet Commandeur uit, die hier tot 1930 met zijn zeven kinderen woonde. Daarna betrokken visser Piet Peereboom en Geertje de Jong met drie jonge kinderen de woning. Het interieur is gebaseerd op de situatie van de familie Peereboom omstreeks 1932. Opmerkelijk zijn de typisch Marker kleuren geel en blauw en de vele sierborden.                                                                                          |      |
| Woonhuis Siberië                       | Marken, Havenbuurt 8-9-10, Noord-Holland; ca. 1880; 1980                | Omstreeks 1880 liet Aart Kaars voor zijn kinderen dit blok van drie woningen bouwen. Het huizenblok stond op een eilandje, omgeven door sloten. Het werd Siberië genoemd; een nabijgelegen huizenrij heette Moskou. Omdat Marken elk jaar een paar maal onder water liep, waren de huizen op palen gebouwd. De kippen- en konijnenhokken rondom het huis moesten na een overstroming weleens opnieuw worden opgebouwd. In het Zuiderzeemuseum is in 1980 een kopie van dit huizenblok gebouwd. De zwart-witopname toont de originele situatie. |      |
| Hellingschuur                          | Marken, Haven, Noord-Holland; 1885; 1978                                | De scheepswerf en de helling in Marken werden in 1885 gebouwd in opdracht van C. den Haas. Hij was scheepsbouwer in Monnickendam. Omdat de werf buitendijks lag, was de werkvloer boven het hoogste waterpeil aangebracht. De werkzaamheden bestonden voornamelijk uit reparatie en onderhoud van de Marker vissersvloot. Er waren twee hellingen naast elkaar, waar de botters in span schoongemaakt en geteerd werden. Er werden alleen kleine schepen gebouwd. Door de teruggang van de visserij na de afsluiting van de Zuiderzee kreeg de werf steeds minder werk. In het Zuiderzeemuseum zijn de helling en de werf gereconstrueerd. Het origineel staat in het Openluchtmuseum in Arnhem. Bij de bouw in Enkhuizen is vrijwel uitsluitend oud bouwmateriaal toegepast. |      |
| Visrokerijen                           | Monnickendam, Havenstraat, Noord-Holland; onbekend; 1978                | Deze rokerijen, ook wel hangen genoemd, stonden aan de haven van Monnickendam. De firma Groot rookte er onder andere haring. De vis werd eerst schoongemaakt, gepekeld en gespoeld. Dan werden de vissen aan speten geregen; 20 haringen aan een speet, 500 speten per hang. Nadat de speten in de rokerij waren gehangen, werd het vuur eronder aangestoken. Wanneer de vis bijna gaar was, doofde men het vuur met zaagsel, waardoor een dikke rook ontstond. Het roken gaf de vis een speciale smaak en maakte hem langer houdbaar. Deze rokerijen moesten in 1974 plaats maken voor koelcellen. |      |
| Gromloods                              | Monnickendam, Havenstraat 12, Noord-Holland; 1850; 1974                 | Vanaf 1920 gebruikte men de loods voor het schoonmaken en pekelen van vis, die daarna in de hangen achter de loods werd gerookt. Grommen is het verwijderen van het grom, de ingewanden van de vis. Voor 1920 diende dit pand als stal voor het paard van de tegenoverliggende werf. Daar werden botters gebouwd en gerepareerd. Deze werden met behulp van het paard op de helling getrokken. In 1910 schakelde men over op het gebruik van een lier. Naast de gromloods staat een mothok, waarin houtmot werd opgeslagen. Dat is het zaagsel waarmee het vuur in de visrokerij werd gesmoord. |      |
| Stadsboerderij                         | Monnickendam, Nieuwezijds Burgwal 47, Noord-Holland; 17e eeuw; 1980     | Aan de Nieuwezijds Burgwal stonden in de negentiende eeuw boerderijen, schuren en stallen. Dit huis heeft tot 1918 dienstgedaan als stadsboerderij. De koeien stonden ‘s winters in de stal achter het huis; in het voorjaar werden ze met een boot naar grasland buiten de stad gevaren. Dit huis is tot 1975 in gebruik geweest als woning. Het huidige interieur is afkomstig uit de feestartikelenwinkel van de familie Heitz, die van 1859 tot 1977 voordrachten drukte, feestartikelen maakte en kostuums verhuurde in hun winkel aan de Nieuwe Leliestraat 35 in Amsterdam. De zwart-witfoto toont de oorspronkelijke situatie. |      |
| Ansjoviszouterij                       | Monnickendam, Oudezijds Burgwal 27, Noord-Holland; 1880; 1982           | G. Bloem Jzn., al in het bezit van een zouterij, kocht in 1920 deze loods van zijn buurman om er zijn vaten ansjovis op te slaan. Ansjovis was een speculatieve vis. In jaren van schaarste was de prijs hoog; in jaren van overvloed laag. De prijs werd ook bepaald door de mate van rijpheid van het product. Na een jaar of vier was deze op z’n hoogtepunt. |      |
| Woonhuizen (huizenblok) / dienstwoning | Monnickendam, Zuideinde 53, Noord-Holland; 1853; 1980                   | Huurwoningen voor arbeiders in de visverwerking, rokerijen en handel. Het rijtje bestond oorspronkelijk uit vijf woninkjes, volkomen identiek en gelijk gebouwd met eenzelfde volgend rijtje. De twee rijtjes stonden in een bocht van het Zuideinde. |      |
| Woonhuizen (huizenblok)                | Monnickendam, Zuideinde 56, Noord-Holland; 1910; 1974                   | Deze rokerij, bestaande uit drie dubbele hangen, stond op het erf achter de woningen aan het Zuideinde. |      |
| Woonhuizen (huizenblok)                | Monnickendam, Zuideinde 57, Noord-Holland; 1853; 1980                   | Van 1912 tot 1930 woonde hier de gezin Miedema, dat zeven kinderen telde. De vader was visventer en de moeder werkte in de rokerij. Vanaf hun negende jaar werkten de kinderen daar ook, vooral na schooltijd en in de vakanties. Op hun twaalfde jaar moesten zij volledig gaan werken om het gezinsinkomen aan te vullen. Omdat het werk in de rokerij smerig was, moest er drie keer in de week gewassen worden. In verband met de rook die overdag in de straat hing, gebeurde dat 's morgens om vier uur. |      |
| Woonhuizen (huizenblok) / dienstwoning | Monnickendam, Zuideinde 59, Noord-Holland; 1853; 1980                   | Symon van Altena huurde in 1906 deze woning aan het Zuideinde, nadat zijn houten huis op Marken was afgebrand. Tot in de Eerste Wereldoorlog voer hij op een Noordzeelogger. Daarna is hij visventer geworden. Hij verkocht vis op markten in Gouda, Deventer en Leiden. Hij bleef dan meestal een week weg. Zijn vrouw bestelde de handel en maakte de manden met vis klaar voor de volgende week. Het venten van vis leverde niet genoeg op om van te bestaan. Daarom werkte zijn vrouw ook in een rokerij. Omdat zij de hele week van huis was, moest zij ‘s zondags de was doen. Met tobbe en wasbord was dat een heel karwei. |      |
| Woonhuizen (huizenblok)                | Monnickendam, Zuideinde 65, Noord-Holland; 1853; 1980                   | Op nummer 65 woonde Cornelis Hogetoorn, die hier in 1918 met zijn vrouw en kinderen introk en een rokerij had. Achter het huis maakte hij in zijn speetloods de vis klaar om te roken. Hij kocht de vis - aal en haring - op de visafslag. In 1926 heeft hij de rokerij verkocht en is hij binnenvisser geworden. Hij viste met een kleine jol. Zijn vrouw ging in de rokerij van Oosterbaan werken. Zij werkte ‘s middags, ‘s avonds en ook wel in de nacht als de vis laat werd aangevoerd. Haar loon bedroeg toen, in 1926, een kwartje per uur. Het was een leven van hard werken, maar er was altijd brood op de plank. |      |
| Woonhuizen (huizenblok)                | Monnickendam, Zuideinde 69, Noord-Holland; 1853; 1980                   | Op nummer 69 woonde omstreeks 1917 Willem Kleisen met zijn gezin, hij betaalde een huur van 75 cent per week. Kleisen was visventer. Per stoomtram ging hij iedere dag naar Amsterdam met zijn manden gevuld met aal, sprot en bokking. De vismanden werden in een aparte wagon vervoerd. De vis kocht hij bij de rokerij van Jaap Bos. Thuis werd die gesorteerd en verpakt, niet per gewicht, maar per bosje. Drie dikke of dunne palingen werden met een draadje bij elkaar gebonden. Bij dit werk hielpen de kinderen mee. Kleisen werkte daarnaast in de visafslag en zijn vrouw werkte ‘s avonds in een rokerij. Na de lagere school gingen de kinderen ook werken; in de rokerij of in betrekking. |      |
| Woonhuis                               | Urk, Wijk 5-135, Flevoland; 1859; 1980                                  | Marijtje Weerstand-Pasterkamp werd in 1919 geboren in dit huis. Haar ouders waren Riekelt Pasterkamp en Marijtje Brands. Het huis werd bewoond door een tante van Riekelt. Riekelt en Marijtje trokken bij haar in omdat hun kind geboren zou worden. Het gezin heeft er slechts kort ingewoond: nog geen half jaar. Op zolder lagen op de turven de rode en witte kolen en in een berg zand de wortelen en de bieten gestoken voor de winter. De woning heeft enkele jaren leeggestaan en werd daarna gebruikt door de buurman als mandenmakers-werkplaats. |      |
| Woonhuis fam. Kramer                   | Urk, Wijk 5-9, Flevoland; onbekend; onbekend                            | In 1910 woonden Lubbert Kramer en zijn vrouw in dit huis. Zij hadden een winkeltje, waar zij van alles verkochten: van snoep en levensmiddelen tot Urker kleding. Vooral op zaterdag, wanneer de vloot binnen was, was het druk in de winkel. De vrouwen gingen dan de boodschappen doen en 's avonds kochten de jongelui, die door het dorp wandelden, er paardenworst met mosterd en gekookte eieren. Boven in de aangebouwde schoorsteen, die als kookplaats fungeerde, hing men vis te roken. De zwart-witopname toont de originele situatie. |      |
| Vissershuis                            | Urk, Wijk 5-14, Flevoland; 19e eeuw; 1980                               | Het pand kwam oorspronkelijk van Schokland. Pieter de Groot was de eerste bewoner. Ouwe Kobus was ook een tijd bewoner van het pand. Hij werkte als visserman. Later kwamen Frans en Dirkje de Boer-de Boer erin wonen. Zij hadden 6 kinderen: Willem, Pietertje, Janne (of Jenne), Willem, Aaltje en Willem. Weduwe Brasje met haar zoon waren waarschijnlijk inwonend. Dirkje de Boer-de Boer woonde er als laatste bewoonster, daarna werd het gekocht door dhr. J. Schraal. De zwart-witopname toont de originele situatie. |      |
| Vissershuis                            | Urk, Wijk 5-25, Flevoland; onbekend; onbekend                           | In het begin van de twintigste eeuw kochten Hendrik de Vries en Harmpje Kramer dit kleine huis. Zij kregen er negen kinderen. De Vries was visser. In 1918 overleed hij tijdens een tyfusepidemie. In de crisisjaren liepen de opbrengsten in de visserij sterk terug. Omdat Urk nauwelijks andere arbeidsmogelijkheden bood, trokken vele Urkers naar de Zaanstreek om daar werk te zoeken. Zo ook de kinderen De Vries. Drie zoons gingen in de Zaanse fabrieken werken en drie dochters gingen er in betrekking. Daarna is het huis door verschillende gezinnen bewoond en zelfs ook nog als winkel gebruikt. De zwart-witopname toont de originele situatie. |      |
| Vissershuis                            | Urk, Wijk 4-72, Flevoland; onbekend; onbekend                           | Woning van Jan Visser-van Keetje. Hij was visserman. |      |
| Woning                                 | Urk, Wijk 5-135, Flevoland; onbekend; 1977                              | In dit kleinste huisje uit Urk (met een originele maat van 3 x 5 meter) woonden tot in de jaren zestig nog zes mensen. Het is een eenkamerwoning met ten dele houten en ten dele stenen gevel. Voorgevel is goed intact gebleven, opvallend is de fortachtige schoorsteen aan de zijkant. Een fort is losse oven/schoorsteen voor het bakken van vis. |      |
| Woonhuis fam. Weerstand                | Urk, Wijk 6-52, Flevoland; 17e eeuw; 1982                               | Evert Weerstand kocht in 1919 een huis in wijk 6. Zijn vrouw, Aaltje de Vries, was aanzegster. Zij maakte sterfgevallen en geboortes aan de buurtbewoners bekend. Evert werkte als vissersknecht en werd op latere leeftijd dorpsomroeper. Bijna al hun zoons trokken rond 1925 naar de Zaanstreek om daar in de industrie te gaan werken. Een van hen, Jelle, kwam terug en ging in het ouderlijk huis wonen. Hij maakte onder meer karpoezen. Dat zijn de mutsen van lamsvel, die in de winter door de Urker vissers werden gedragen. |      |
| Woonhuis fam. Van Eerde                | Urk, Wijk 6-54, Flevoland; 1859; 1980                                   | Na de ontruiming van het eiland Schokland (1859) kwam de familie van Eerde naar Urk. Het sloopmateriaal van hun Schokker huis werd gebruikt bij de bouw van hun nieuwe woning. Een van de zoons, Thijmen, trouwde in 1870 met Klaasje Brands. Zij trokken bij de ouders van Thijmen in en kregen negen kinderen. In 1916 trouwde hun dochter Annetje en vanaf die tijd woonde zij met haar man in het kleine achterkamertje. Zij sliepen in de bedstee, later met hun dochter Grietje in de krib. De timmerwerkplaats dateert uit het begin van deze eeuw; Thijmen verrichtte er timmerwerk voor de buurtbewoners. De inrichting geeft een latere periode weer, toen de werkplaats als bijkeuken werd gebruikt. |      |
| Woonhuis                               | Venhuizen, Twijver 54, Noord-Holland; 18e eeuw; 1972                    | Gebouwd als typisch West-Fries eigen woninkje voor half zelfstandige arbeider/tuinder. Portaal met rechts het (regen-)bakkamertje en links de berging; een kamer met een bedschot en een kastwand waarin schoorsteennis, legkast en diggelenkastje boven turfkast; tussen de bedsteden is een doorloop naar aangebouwd benedenkamertje boven de sloot. |      |
| Woonhuis                               | Venhuizen, Twijver 56, Noord-Holland; voor 1880; 1972                   | Pieter Degeling kocht zijn huis in 1901 voor ƒ 300,- en ging er wonen met zijn vrouw en negen kinderen. Een buurman uit die tijd herinnerde zich dat ‘zij meer buiten op het straatje en het kleine erf dan binnen zaten. Zij konden er eigenlijk niet in behalve om te eten’. Daarom liet Degeling omstreeks 1905 een houten achterhuis aanbouwen. Hij verdiende de kost als polderarbeider bij het waterschap ‘De Banne’. Daarnaast had hij verschillende bijbaantjes, zoals lantaarnopsteker, nachtwaker en onbezoldigd veldwachter. Soms fungeerde hij als dorpsomroeper. Zijn vrouw assisteerde bij bevallingen en ventte op feestdagen koek en snoep uit. De jongste kinderen gingen wekelijks langs de huizen om mosterd te verkopen. |      |
| Kantoor visafslag                      | Volendam, Haven 43, Noord-Holland; 1905; 1979                           | De gemeente Volendam richtte in 1901 een visafslag op, die werd gevestigd in een langgerekt houten gebouw aan de haven. In 1905 werd dit kantoorgebouwtje ernaast gezet. Omdat de vissers ontevreden waren over de exploitatie van de Gemeentelijke Visafslag, bereidden zij in het geheim de oprichting van een eigen visafslag voor. In 1918 begonnen zij hun coöperatieve visafslag in een bokkingrokerijtje aan de Havendijk. Deze behuizing was niet ideaal. Daarom huurden zij nog datzelfde jaar de inmiddels leegstaande Gemeentelijke Visafslag. Het kantoor werd in 1937 overgebracht naar Edam, waar het dienstdeed als kantoor van Gemeentewerken. In 1950 ging het over in handen van het Zuiderzeemuseum. |      |
| Snoepwinkel                            | Volendam, Doolhof 67, Noord-Holland; 1887; 1979                         | Aan het einde van de 19e eeuw had Trui Mol dit buurtwinkeltje, waar zij kruidenierswaren en snoep verkocht. Toen zij stierf nam haar dochter 'Bet van Trui Mol' het winkeltje over. Zij trok toen met haar man en twee kinderen bij haar vader in. 's Zomers huisde de familie in het kleine kamertje naast de winkel dat uitkeek op het straatje. In de winter leefden ze in de verwarmde achterkamer waar zich ook de bedsteden bevonden. In 1936 is het winkeltje weer van moeder op dochter overgegaan. De dochter, Aaltje Karels, heeft hier tot ongeveer 1975 snoep verkocht aan de kinderen uit de buurt. De zwart-witopname toont de originele situatie. |      |
| Schuitenhelling                        | Wervershoof, Neugel 1g, Noord-Holland; 1873; 1972                       | Herman Zwart bouwde in 1873 een werfschuur aan zijn woning op de Berewerf. Hij bouwde en repareerde er houten schuiten en deed timmerwerk voor de buurt. Na zijn dood in 1897 namen zijn zoons, Melchert en Pieter, het bedrijf over. Zij repareerden schepen en leefden verder van vissen en stropen. In de boomgaard naast de werf hielden zij bijen. De schuitenhelling was een vaste ontmoetingsplaats voor klanten en omwonenden: de theepot stond er altijd klaar. Geïnstalleerd zijn een hellingvloer, een lier en hijsblok. De inrichting van de werkplaats is afkomstig van schuitenhelling Op ‘t Land uit Medemblik. |      |
| Woonhuis fam. Vis                      | Zaandijk, Lage dijk 156, Noord-Holland; 18e eeuw; 1976                  | Dit huis werd in de achttiende eeuw gebouwd en is enkele malen verbouwd en uitgebreid. De buitenzijde laat Zaanse kenmerken zien. De Amsterdamse klokgevel was hier sinds 1700 gangbaar. Kenmerkend is ook de classicistische deurpartij met pilasters en snijraam. De zijwand links van de ingang toont het ‘potdekselen’ Dit dakpansgewijs aanbrengen van planken voorkwam het binnendringen van regenwater. Het pand is ingericht als de woning van de familie Vis-Duijvis die hier woonde van 1904 tot 1913. Het geslacht Vis hoorde tot de oude Zaanse elite. Jan Marinus Vis was verffabrikant. De zwart-witopname toont de voorgevel in originele situatie. In de tuin aan de achterzijde van de woning is een zogenaamde kralentuin geplaatst. Deze originele kralentuin is afkomstig uit de Zaanstreek. |      |
| Boerderij                              | Zuiderwoude, Dorpsstraat 54, Noord-Holland; voor 1830; 1969             | Deze boerderij was gelegen in de vaarpolder Waterland. In het voorjaar werd het vee met een kleine boot naar het grasland gevaren. De muren van de stal werden dan gewit en het turfstrooisel, waar de koeien 's winters op stonden, werd vervangen door scherp zand. Een gedeelte van de vloer werd bedekt met planken, waarop een tafel en stoelen werden gezet. De bewoners van de boerderij verhuisden dan naar de stal, waar zij gedurende de zomer woonden. Vanaf 10 november, wanneer de koeien weer op stal stonden en de kachel gestookt werd, leefde het gezin in de woonkamer. In de periode van mei tot 10 november woonde men in de stal. De mooie spullen gingen dan naar de zolder. Naast de boerderij een hooischuur die aan het water lag. Vee en hooi werden per boot vervoerd naar en van de rondom gelegen weilanden (vaarlanden). |      |
| Scheersalon                            | Zwaag, Dorpsstraat 94, Noord-Holland; 1845; 1976                        | Dit huis is in 1845 in Zwaag gebouwd. Bij de afbraak in 1976 bleek dat het bijna geheel is samengesteld uit onderdelen van een groot 18e-eeuws huis. Volgens overlevering kwam dat huis uit Enkhuizen. Dat is niet onwaarschijnlijk, aangezien grote delen van het verarmde Enkhuizen aan het begin van de negentiende eeuw afgebroken en als puin verkocht werden. Aan de ingang en de stoep is deze oorsprong nog te herkennen. Tot 1908 woonde hier de huisschilder Jan Hendrik Sagekuele, die achter de woning zijn werkplaats had. In 1935 begon het echtpaar Pistoor een kapperszaak in de zijkamer van het huis. De zwart-witopname toont de originele situatie. |      |
| Sigarenmakerij                         | Kampen, Schokkersbuurt, Overijssel; 1859; onbekend                      | De Schokker visser Bruin Jacobs Konter kwam hier eind juni 1859 wonen met zijn vrouw, pasgeboren zoontje en moeder. Het huis was gedeeltelijk gebouwd van moeders oude huis op Emmeloord, dat daar vanwege de evacuatie van Schokland afgebroken moest worden. Moeder, de weduwe Eva Bruins Bape, had in april een voorschot van honderd gulden gekregen om haar huis in Brunnepe te herbouwen. Behalve haar man had zij al vijf kinderen op Schokland verloren. Binnen een maand na de verhuizing stierven ook Bruin Jacobs vrouw en zoontje zodat hij hier samen met zijn moeder achterbleef totdat zij twee jaar later ook overleed. Bruin hertrouwde in 1861 en zou hier nog vijf kinderen krijgen. Het interieur is van de familie Naberman uit Kampen, die thuis tegen stukloon sigaren maakte. Deze woningen maakten deel uit van een complex van 21 die in 1859 gebouwd werden op het erf van Arnoldus Legebeke tot dan onderwijzer op Schokland. Hij stelde het erf van zijn juist aangekochte pand voor totaal f.500 - beschikbaar aan 21 gerepatrieerde gezinnen van Schokland. |      |
| Viswinkel                              | Kampen, Schokkersbuurt 2, Overijssel; 1859; onbekend                    | Tot 1918 is dit kleine huisje bewoond geweest. Daarna werd het gebruikt als bergruimte en keuken door het gezin Klappe, dat ernaast woonde. Van oorsprong kwam de familie Klappe van Schokland. De vader was visser. Een van de zoons, Klaas Klappe, is op latere leeftijd met zijn gezin in het ouderlijk huis gaan wonen. Hij was vishandelaar en gebruikte dit huisje om er vis te bakken en op te slaan. |      |
| Visserswoning                          | Kampen, Schokkersbuurt 4, Overijssel; 19e eeuw; 1980                    | Albertus Diender trok na de ontruiming van Schokland in 1859 naar Kampen en vestigde zich met zijn gezin op nummer 4. Hij viste op de Zuiderzee. Zijn zoons werden ook visser. Na de dood van de moeder ging een van zoons, Johannes, met zijn gezin in dit huis wonen, waar behalve zijn vader nog twee broers woonden. Zo deelden omstreeks 1910 dertien mensen deze woonruimte. Zij sliepen in de bedstede en tussen de netten op zolder. De zoons van Johannes gingen na de lagere school aanvankelijk allemaal mee uit vissen. De teruggang van de Zuiderzee visserij noopte uiteindelijk alle vijf een ander beroep te kiezen. |      |
| Woonhuis                               | Vollenhove, Aan Zee 38, Overijssel; 19e eeuw; 1971                      | In dit huis woonde Frederik Croes. Hij was een van de redders van de Durgerdammer Klaas Bording, die in de winter van 1849 veertien dagen lang met zijn zoons op een ijsschots in de Zuiderzee dreef. Het huis stond op de hoek van de Vismarkt. Vanaf de bank aan de voorgevel, die ook dienstdeed als kippenhok, had men vrij uitzicht over de Zuiderzee. Bij de sanering van de vissersbuurt in 1971 moest het huis verdwijnen. Het was het eerste huis dat in zijn geheel werd overgebracht. Ingepakt in een frame van ijzeren balken werd het per schip naar het museum gevaren. Op die manier konden de karakteristieke muren behouden blijven. |      |
| Woonhuis                               | Vollenhove, Vismarkt 15, Overijssel; 19e eeuw; 1977                     | Dubbel woonhuis Vollenhove met bokkinghang |      |
| Woonhuis Steven Croes                  | Vollenhove, Visserstraat 22, Overijssel; 19e eeuw; onbekend             | Volgens overlevering zou dit zeer kleine huisje gebouwd zijn door de armenzorg (diaconie) voor Steven Croes, bekend als de redder van de Durgerdammers Klaas Bording en zonen. Hij zou na de redding aan de drank zijn geraakt. Steven (geb. 1823) overleed (waarschijnlijk) hier in 1913. |      |
| Schoolpleinpoortje                     | Vollenhove, Overijssel; 17e eeuw; 1981                                  | Dit poortje is oorspronkelijk een toegangsdeur geweest van een zeventiende-eeuws huis aan de Bisschopstraat in Vollenhove. De Bisschopstraat was de hoofdstraat van het toen welvarende stadje. Toen later veel van de rijke bebouwing verdween, werd deze deuropening gespaard. Het zo ontstane poortje vormde zo de toegang tot een groot erf of tuin. Omstreeks 1900 werd in de tuin een zondagsschool gesticht. Sindsdien stond het poortje bekend als het schoolpoortje. In 1968 moest het verdwijnen. |      |
| Kuiperij                               | Vollenhove, Vissersstraat 22, Overijssel; 17e eeuw; 1971                | In dit pand is een kuiperij ingericht. De kuiperij is afkomstig van de familie Van Keulen uit Enkhuizen. Grootvader Van Keulen vertrok omstreeks 1900 uit Vlaardingen naar Enkhuizen toen hij hoorde dat er een haringkuiper werd gevraagd. Er bleek niet veel vraag naar haringvaten dus legde de kuiper zich toe op burgerwerk zoals emmers en tobben en vaten voor de ansjoviszouterijen. Na 1932 moest er weer omgeschakeld worden. Het werden vaten voor het conserveren van groenten. Het gebruik van moderne verpakkingsmaterialen noopte de kuiper ten slotte in 1970 te stoppen. |      |
| Woonhuis                               | IJsselmuiden, Friese weg 3, Overijssel; 18e eeuw; 1981                  | Peter Jan van der Kamp nam in 1865 de wasserij van zijn vader Lubbert over. Hij woonde met zijn gezin in dit huis. De familie behoorde van oudsher tot de gegoede inwoners van het dorp. Van der Kamp was verschillende malen wethouder van IJsselmuiden. Het huis was voor plaatselijke begrippen rijk ingericht. Het voorhuis werd alleen op zondag en bij bijzondere gelegenheden gebruikt. De familie leefde in de keuken. De twee dienstbodes aten met het personeel van de wasserij in het achterhuis. Drie zoons bleven na het overlijden van hun vader in 1920 het huis bewonen. Zij zetten het bedrijf voort tot 1934. In de jaren zeventig raakte het complex in verval. In 1981 zijn de gebouwen in fragmenten afgebroken en direct herbouwd. |      |
| Ketelhuis en stoomwasserij             | IJsselmuiden, Friese weg 3, Overijssel; 1900; 1981                      | Sinds het begin van de negentiende eeuw had de familie Van der Kamp een wasserij aan de IJsseldijk. Het in het Zuiderzeemuseum getoonde deel is kort na 1900 gebouwd, vlak nadat een stoommachine was aangeschaft. De stoomkracht werd opgewekt in het ketelhuis en via een drijfstang en leren riemen overgebracht op de wastrommels. Na het wassen werd het wasgoed gespoeld in het spoelhok bij de sloot. De witte was werd achter de wasserij te bleken gelegd op het bleekveld. De natte was werd door de stoomwringer gehaald en daarna geplakt: uitgeslagen en glad getrokken om kreukels bij het drogen te voorkomen. De was werd op zolder over drooglatten opgehangen en met behulp van een verwarmingssysteem, dat was aangesloten op de stoommachine, gedroogd. Zodra het wasgoed was opgevouwen en gecontroleerd, kon het door de klant afgehaald worden. |      |
| tuberculosehuisje                      | Huizen, Noord-Holland; onbekend; onbekend                               | Besmettelijke ziektes kregen door de leefomstandigheden in vochtige, slecht geventileerde en overvolle huizen volop de kans om uit te breken. Tuberculose hoorde tot een van die besmettelijke ziektes en was eigenlijk alleen maar te genezen door te kuren. Voor dit kuren in de zon en uit de wind had men de oplossing gevonden door de bouw van lighallen of tbc-huisjes. De huisjes waren bij de kruisverenigingen te huur. In de tuin achter een van de huizen uit Zwartsluis staat een dergelijk TBC-huisje. De huisjes stonden op een draaischijf, zodat de patiënt zo veel mogelijk profijt van de zon had. Dit huisje komt uit Huizen (NH). |      |
| Woonhuis                               | Zwartsluis, Klein Lageland 175, Overijssel; midden 17e eeuw; 1980       | Dit huis werd in 1921 betrokken door Jacobus Kisjes en zijn vrouw Geertje. Zij kregen er acht kinderen. Kisjes werkte als arbeider bij de visgroothandel Roskam en Klaver in Zwartsluis. Om het kleine inkomen aan te vullen ging zijn vrouw regelmatig uit werken als schoonmaakster en bakervrouw bij mensen in de buurt. Bovendien waste zij kleding en witgoed voor anderen. Dit pand maakt onderdeel uit van vier woningen onder een kap. Ze zijn oorspronkelijk gebouwd met houten wanden en een rietgedekte kap. Aan de achterzijde zijn allerlei aanbouwen ontstaan. |      |
| Woonhuis                               | Zwartsluis, Klein Lageland 176, Overijssel; 17e eeuw; 1980              | Van 1920 tot 1932 woonde hier het gezin Vinke, bestaande uit vader, moeder, drie dochters en vier zoons. De vader was visser. Hij had een houten punter, de ZS 18, die in de Arembergergracht voor het huis lag. Toen hij stierf in 1924 moest zijn vrouw de kost verdienen. Zij ging aardappelen, groente en petroleum verkopen. Een dochter is lange tijd ziek geweest. Zij had pleuritus en moest om die reden veel in de buitenlucht zijn. Zij lag in een huisje met een glazen voorkant, dat achter op de bleek stond en dat verstrekt was door het Groene Kruis. |      |
| Woonhuis                               | Zwartsluis, Klein Lageland 177, Overijssel; 17e eeuw; 1980              | Vanaf 1922 woonde hier Barend Vinke met zijn gezin. Hij was visserman en had 9 kinderen. |      |
| Woonhuis / winkel                      | Zwartsluis, Klein Lageland 178, Overijssel; 17e eeuw; 1980              | Woning en winkeltje, het portaaltje diende als winkeltje waar Gees van de Wetering tussen 1896 tot 1904 snoep verkocht aan de kinderen van de nabijgelegen lagere school. Later hebben hier gewoond: Thijs Tulp, scheepstimmerman en zijn zoon Hendrik, schoenmaker en de laatste 30 jaar voor verplaatsing Gerrit Hoen, opperman. |      |
| Taanveld                               | Lemmer, Friesland; onbekend; onbekend                                   | [ 44 ] |      |